# Milk and Toast and Honey
Milk and Toast and Honey – singel szwedzkiego duetu Roxette. Został wydany we wrześniu 2001 r. jako trzeci singel promujący album Room Service. Piosenka była przebojem radiowym w Ameryce Południowej i krajach europejskich.

## Lista utworów
- Milk and Toast and Honey
- Milk and Toast and Honey (Active Dance remix)
- Milk and Toast and Honey (Shooting Star treatment)
- Milk and Toast and Honey (T&A demo August 23, '90)
- Real Sugar (video)